# Зауряд-военный чиновник
Зауряд-чиновник военного ведомства (зауряд-военный чиновник) — категория военнослужащих Российской императорской армии, использовавшаяся для замещения в военное время классных должностей в частях войск, управлениях и заведениях при недостатке соответствующих чиновников Военного ведомства.

## История
На время военных действий в Российской императорской армии с 1891 года вводилось новое звание — зауряд-военный чиновник.
Разрешалось назначать на должности зауряд-военного чиновника до VIII класса включительно:
- кандидатов на классную должность и нестроевых старшего разряда из писарей, знакомых с соответственною специальностью;
- призванных из запаса строевых, как унтер-офицерского, так и рядового звания из вольноопределяющихся 1-го разряда;
- жеребьёвых и охотников высшего или среднего, хотя бы незаконченного, образования.

"Все назначаемые на классную должность нижние чины именуется со дня вступления в исправление оной зауряд-военными чиновниками, причём у тех из них, которые приобрели на гражданской службе классный чин, к означенному именованию присоединяется и этот чин, например, «зауряд-военный чиновник, Коллежский Секретарь такой-то…»

## Знаки различия

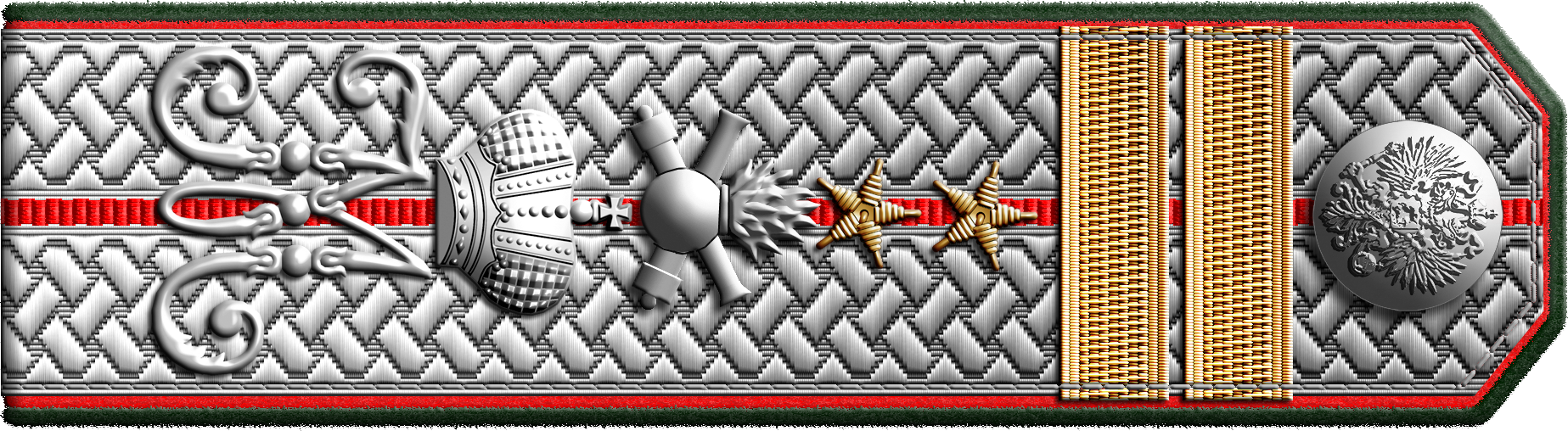
Зауряд-военный чиновник в чине Губернского секретаря, в период прохождения действительной воинской службы имевший звание младшего унтер-офицера или равного ему нестроевого старшего разряда, служащий в Кавказской гренадерской Великого князя Михаила Николаевича артиллерийской бригаде в должности делопроизводителя по хозяйственной части. Погон с двумя нашивками по званию (младший унтер-офицер), против прибора; двумя звёздочками (12 класс Табели о рангах; вензелевой шифровкой Великого князя Михаила Николаевича (накладное, гладкое по цвету металлического прибора вензелевое изображение Имени) со знаком специальных родов оружия — металлическим спецзнаком Гренадерской артиллерии

В период 1885—1897 гг. знаки различия гражданских чиновников Военного Ведомства (кроме военно-медицинских чинов) размещались на воротниках форменной одежды. Несмотря на то, что гражданским чиновникам Военного Ведомства погоны в качестве знаков различия были возвращены ещё в 1897 г., зауряд-военные чиновники получили их только семь лет спустя.
В 1904 г. Высочайшим повелением, объявленным Военным Министром «О некоторых изменениях в форме обмундирования зауряд-военных чиновников» «взамен ныне полагаемых, для означения чинов, знаков на воротниках мундирной одежды» зауряд-военным чиновникам были присвоены погоны двух видов «гражданского» образца:
а) имеющим классные чины — продольные плечевые погоны образца, установленного для гражданских чиновников военного ведомства (то есть «тканые в виде плетения, шириною с выпушкою ¹⁵/₁₆ вершка (42 мм), серебряные или золотые, смотря по металлическому прибору, с шитыми звёздочками по чинам, противоположными прибору, с процветом и выпушкою сообразно цвету околыша фуражки»), с нашивкою поперёк погонов отличий, обозначающих их воинское звание, которое они имели при прохождении военной службы нижними чинами…
б) не имеющим классных чинов — продольные плечевые суконные погоны с нашивкою продольно и по средине погона в один ряд галуна (однорядного «гражданского») образца, установленного для плечевых погонов гражданских чиновников военного ведомства, шириною в ½ вершка …Сукно и выпушки погонов должны быть сообразно околышу фуражки. Поперечные нашивки им полагались из тесьмы или галуна, присвоенных нижним чинам.
Другими словами те из них, которые имели классный чин, полученный на гражданской службе, носили погоны в соответствии с этим чином, а унтер-офицерское звание, в котором проходили воинскую службу, обозначали галунными «лычками» (цветом против прибора) в верхней части погона. Не имевшие классного чина носили погоны с одним продольным галуном «рогожкой» шириной ½ вершка, а «лычки» имели из тесьмы или галуна, как у нижних чинов.
Следует отметить, что достаточно часто встречаются фотографии периода Первой мировой войны, на которых запечатлены зауряд-военные чиновники, не имеющие классных чинов, с погонами неуставной ширины и/или с нашитым на них продольным галуном неуставной ширины, как правило, заметно превышающей положенную (½ вершка). Помимо этого, заслуживают отдельного рассмотрения также встречающиеся на фотографиях знаки различия зауряд-военных чиновников в виде погон нижних чинов с продольно нашитым галуном гражданского плетения, не имеющих поперечных нашивок или имеющих одну узкую поперечную нашивку. По аналогии с ранее описанными погонами зауряд-военных чиновников, можно предположить, что лица, носившие данные погоны, являлись зауряд-военными чиновниками, не имеющими классных чинов, переименованными из рядовых / ратников Государственного ополчения или ефрейторов и равных им нестроевых нижних чинов.
Не меньший интерес представляют фотографии периода Первой мировой войны, на которых запечатлены зауряд-военные чиновники, не имеющие классных чинов, с погонами, имеющими продольный серебряный галун и поперечные нашивки из золотого галуна. Униформологом Ю. Ю. Ведерманом было высказано предположение, что это является следствием неуставного использования для изготовления нашивок золотого галуна вместо гвардейского басона (жёлтого цвета с полосками в 2 нити красного цвета по краям). Ещё одним объяснением этого явления может быть желание походить на зауряд-военных чиновников, имеющих классные чины, на погонах которых нашивки по званию были из галуна цветом против приборного. Кстати, ношение зауряд-военными чиновниками, не имеющими классных чинов, погон, образца присвоенного военным чиновникам, то есть с галунным полем, каралось вплоть до одиночного заключения в военной тюрьме сроком от 2 до 4 месяцев.
Помимо звёздочек и нашивок на погонах зауряд-военных чиновников и военных чиновников, не имеющих классных чинов с 1914 г. могли размещаться шифровки части (учреждения, заведения) по месту службы (такие же, как у военных чинов в местах их службы), введённые для классных чинов Военного Ведомства (на погонах слушателей специальных курсов ИВМА шифровка в виде вензелевого изображения имени императора Павла I была введена ранее, а именно в 1913 г.), а также специальные знаки, однако, по мнению К. Н. Сологуба, легитимность ношения последних не известна. Из-за меньшей ширины погон размер шифровки по сравнению с таковой же у офицеров был уменьшенным (высота вензелей без короны ⅝ вершка (28 мм), больших литер — ½ вершка (44 мм) и малых — ¼ вершка (22 мм). Цвет шифровки соответствовал общей системе (в пеших частях, как правило, по цвету металлического прибора, в конных — противоположного прибору цвета). Следует помнить, что цвет приборного металла классных чинов военного ведомства определялся не принадлежностью к данной части, а родом их службы. Сроки донашивания старых погон не оговаривались, однако, судя по фотографиям, обзавестись шифровками к началу войны успели далеко не все.
Очередное изменение внешнего вида погон зауряд-военных чиновников было регламентировано Приказом по Военному Ведомству № 235 от 07.05.1916 года: зауряд-военные чиновники, имеющие классные чины и переименованные из лиц рядового звания или ополченцев, получили погоны военных чиновников по чину, но с поперечной нашивкой из узкого галуна по цвету прибора в верхней части погона. Зауряд-военные чиновники, как имеющие классные чины, так и не имеющие классных чинов, переименованные из кандидатов на классную должность должны были иметь на соответствующих погонах — то есть по чину или как у чина не имеющих — нашивку в верхней части погона из портупейного галуна шириною ½ вершка по цвету прибора. Расстояние от пуговицы до нашивки, к сожалению, не известно.
| Должность                                                         | Переименованный из (предыдущая должность или звание)                 | Классный чин                      | Подразделение или учреждение служащего          | Год            | Образец погона | Источник (первичный / вторичный) |
| ----------------------------------------------------------------- | -------------------------------------------------------------------- | --------------------------------- | ----------------------------------------------- | -------------- | -------------- | -------------------------------- |
| Зауряд-военный чиновник                                           | из старших унтер-офицеров, или равных им нестроевых старшего разряда | Губернский секретарь (12 класс)   | Учреждения и заведения интендантского ведомства | 1904 год       |                | ,, /                             |
| Зауряд-военный чиновник, делопроизводитель по хозяйственной части | из рядовых или ратников Государственного ополчения                   | Коллежский регистратор (14 класс) | 114-й пехотный Новоторжский полк                | 1916 год       |                | ,,,, /                           |
| Зауряд-военный чиновник                                           | из кандидатов на классную должность                                  | Коллежский регистратор (14 класс) | Петроградское окружное интендантское управление | 1916 год       |                | , /                              |
| Зауряд-военный чиновник                                           | из рядовых или ополченцев                                            | Губернский секретарь (12 класс)   | Учреждения и заведения интендантского ведомства | 1916-1917 годы |                | /                                |
| Зауряд-военный чиновник                                           | из кандидатов на классную должность                                  | Губернский секретарь (12 класс)   | Учреждения и заведения интендантского ведомства | 1916-1917 годы |                | /                                |

| Должность                              | Переименованный из (предыдущая должность или звание)                                           | Классный чин | Подразделение или учреждение служащего              | Год            | Образец погона                                                   | Источник (первичный / вторичный) |
| -------------------------------------- | ---------------------------------------------------------------------------------------------- | ------------ | --------------------------------------------------- | -------------- | ---------------------------------------------------------------- | -------------------------------- |
| Зауряд-военный чиновник                | из рядовых или ратников Государственного ополчения                                             | Без чина     | Военно-судное ведомство                             | 1904 год       | Предполагаемый вид погона, доработанный автором после публикации | ,, /                             |
| Зауряд-военный чиновник                | из младших унтер-офицеров, или равных им нестроевых старшего разряда                           | Без чина     | Учреждения и заведения военно-инженерного ведомства | 1904 год       | Погон, доработанный автором после публикации                     | ,, /                             |
| Зауряд-военный чиновник                | из старших фейерверкеров или старших унтер-офицеров, или равных им нестроевых старшего разряда | Без чина     | Учреждения и заведения артиллерийского ведомства    | 1904 год       | Погон, доработанный автором после публикации                     | ,, /                             |
| Зауряд-военный чиновник                | из старших унтер-офицеров                                                                      | Без чина     | Учреждения и заведения интендантского ведомства     | 1904-1917 годы | три нашивки по званию                                            | /                                |
| Зауряд-военный чиновник, Капельмейстер | из кандидатов на классную должность                                                            | Без чина     | 115-й пехотный Вяземский полк                       | 1916 год       | Погон, доработанный автором после публикации                     | , /                              |
| Зауряд-военный чиновник                | из кандидатов на классную должность                                                            | Без чина     | Учреждения и заведения интендантского ведомства     | 1916-1917 годы | нашивка по прибору                                               | /                                |
| Зауряд-военный чиновник                | из фельдфебелей                                                                                | Без чина     | Учреждения и заведения интендантского ведомства     | 1916-1917 годы | нашивка против прибора                                           | /                                |

#### О нашивках по званию
В законе № 24 680 нет указаний на вид материала, идущего на изготовление поперечных нашивок, однако, судя по рисункам на аутентичном красочном планшете «Рисунки наружных отличий воинских чинов и званий», рисунку к закону № 24 680 и рисунку № 2 к Приказу по Военному Ведомству № 324, поперечные нашивки на погонах зауряд-военных чиновников, не имеющих классных чинов, переименованных из младших и старших унтер-офицеров и им равных нестроевых старшего разряда, изготавливались из басона, установленного для данной части (заведения) Военного.
Нашивки на погонах зауряд-военных чиновников, не имеющих классных чинов, переименованных из фельдфебелей и им равных нестроевых старшего разряда, изготавливались из галуна, вид плетения которого также определялся видом части (заведения) и, судя по рисункам к закону № 24 680 и Приказу по Военному Ведомству № 324, галун имел цвет, противоположный приборному.
Что касается материала, из которого изготавливались нашивки зауряд-военных чиновников, имеющих классные чины и переименованных из младших и старших унтер-офицеров и им равных нестроевых старшего разряда, то рисунки к закону № 24 680, позволяют с высокой степенью вероятности предположить, что они также изготавливались из галуна цвета, противоположного приборному.
Что касается рисунка галуна, применявшегося для изготовления поперечных нашивок на погонах зауряд-военных чиновников, произведённых из рядовых/ратников Государственного ополчения, военных чиновников, не имеющих классного чина и зауряд-военно-медицинских чиновников, то опираясь на имеющиеся в наличии фотографии, рисунки к закону № 24 680 и изображения с планшета «Рисунки наружных отличий воинских чинов и званий», можно предположить, что с этой целью использовался галун плетения «пажеский буравчик».
| Категория военнослужащих и Ведомство                                                     | Погоны: выпушка / просвет / галун | Петлицы: поле / выпушка | Пуговицы                                                   | Арматура (околыш, петлицы, погоны), примечания                                                               |
| ---------------------------------------------------------------------------------------- | --------------------------------- | ----------------------- | ---------------------------------------------------------- | --- |
| Зауряд-военные чиновники санитарной службы Красного Креста и общественных организаций    | синий / алый / серебряный         | алый / синий            | серебряные без ободка, с Государственным гербом            | на погонах арматура своей организации                                                                        |
| Зауряд-военные чиновники технической службы общественных и правительственных организаций | алый / чёрный / серебряный        | чёрный (сукно) / алый   | серебряные без ободка, с Государственным гербом с топорами | на погонах арматура и шифровка своей организации; по наружному краю воротника шинели выпушка как на петлицах |